# تودور كوليف
تودور كوليف (بالبلغارية: Тодор Колев)‏ (8 فبراير 1980 بفيليكو ترنوفو في بلغاريا - ) هو لاعب كرة قدم بلغاري في مركز الهجوم. شارك مع منتخب بلغاريا تحت 21 سنة لكرة القدم. أما مع النوادي، فقد لعب مع ألمانيا آخن وأوليمبياكوس فولو وسلافيا صوفيا وليفسكي صوفيا ونادي سبارتاك بليفين ونادي لاميا ونادي لودوغورتس رازغراد ونادي هبوعيل إيروني كريات شمونة وإتار 1924 فيليكو ترنوفو ‏ وماريك دوبنيتسا ‏ وSFC Etar Veliko Tarnovo ‏ ونادي إتار ‏.

## وصلات خارجية
- تودور كوليف على موقع قاعدة بيانات كرة القدم.إي يو (الإنجليزية)
- تودور كوليف على موقع بيانات كرة القدم. دي إي (الألمانية)
- تودور كوليف على موقع Soccerway.com (الإنجليزية)
- تودور كوليف على موقع عالم كرة القدم.نت (الإنجليزية)